# Niels Klapwijk
Niels Klapwijk (né le 19 septembre 1985 à Amersfoort, dans la province d'Utrecht) est un joueur néerlandais de volley-ball. Il mesure 2,00 m et joue attaquant. Il totalise 70 sélections en équipe des Pays-Bas.

## Clubs
| Club                       | De        | À         |
| -------------------------- | --------- | --------- |
| HvA Amsterdam              |           | 2007-2008 |
| Ortec Nesselande Rotterdam | 2008-2009 | 2009-2010 |
| Noliko Maaseik             | 2010-2011 | 2010-2011 |
| Callipo Sport              | 2011-2012 | 2012-2013 |
| PRC Ravenne                | 2013-2014 | 2013-2014 |
| Beşiktaş                   | 2014-2015 |           |

## Palmarès
- Championnat de Belgique (1)
  - Vainqueur : 2011
- Championnat des Pays-Bas (1)
  - Vainqueur : 2009
- Supercoupe des Pays-Bas (1)
  - Vainqueur : 2009